# Rivière Mistatikamekw
Rivière Mistatikamekw är ett vattendrag i Kanada.   Det ligger i provinsen Québec, i den sydöstra delen av landet, 300 km norr om huvudstaden Ottawa. Rivière Mistatikamekw ligger vid sjöarna  Lac des Cantons Lac Herbu och Lac Oskélanéo.
I omgivningarna runt Rivière Mistatikamekw växer i huvudsak blandskog. Trakten runt Rivière Mistatikamekw är nära nog obefolkad, med mindre än två invånare per kvadratkilometer.